# Медный рубль

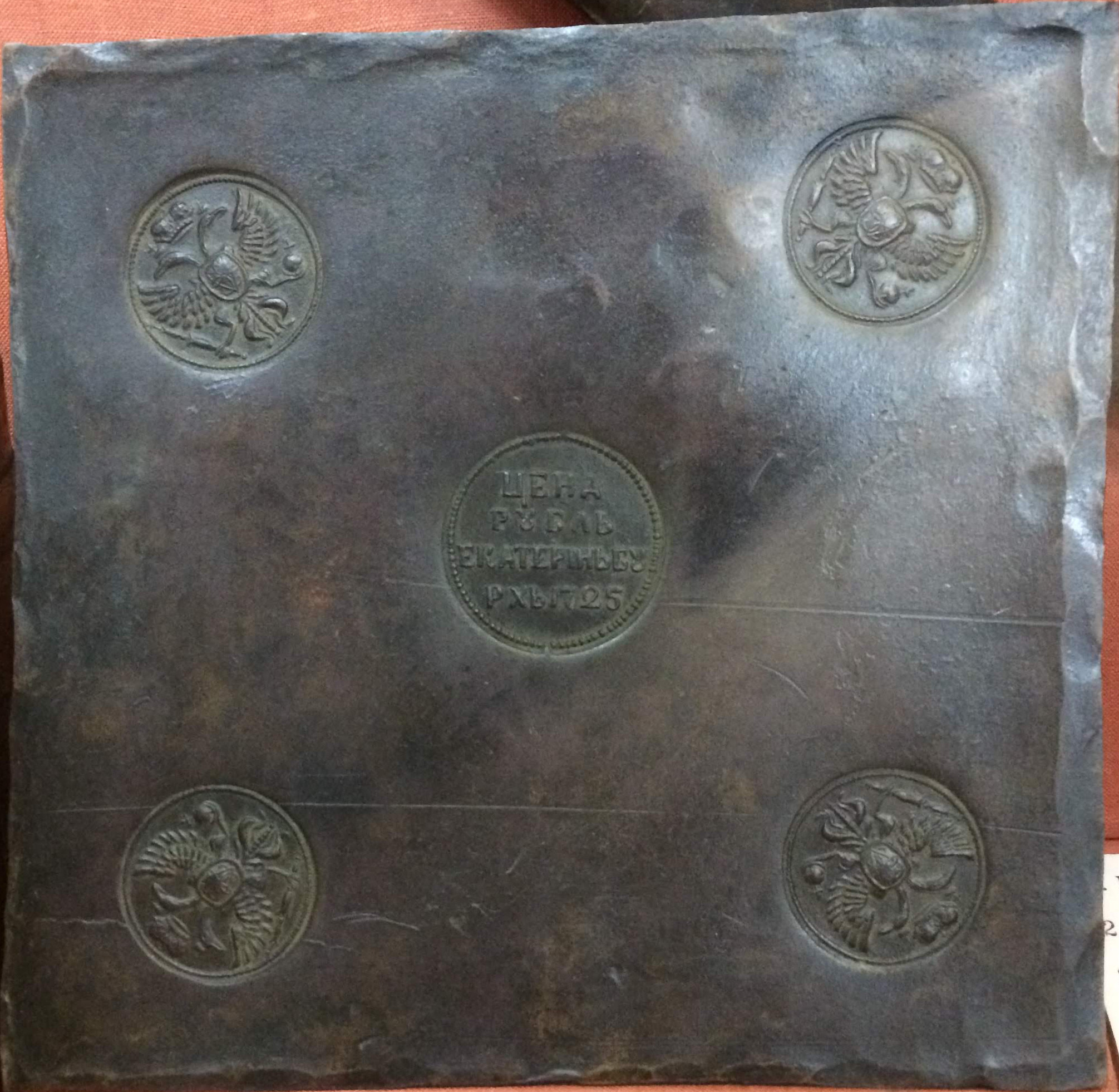
Медный рубль 1725 года

Медный рубль — монета номиналом в 1 рубль, отчеканенная из меди. В связи с относительной дешевизной меди такие монеты получались довольно громоздкими, а их обращение — неудобным по причине их размера. Тем не менее в истории России предпринимались две попытки чеканки медных рублей в целях экономии серебра.

## Медный рубль-плата 1725—1726 годов
Рубль-плата чеканился по образцу аналогичной шведской монеты по приказу Петра I, но уже после его смерти (при Екатерине I). Представлял собой прямоугольную медную плиту с отчеканенными по 4 углам клеймами орла, а в центре штемпель с обозначением номинала.

## Сестрорецкий медный рубль

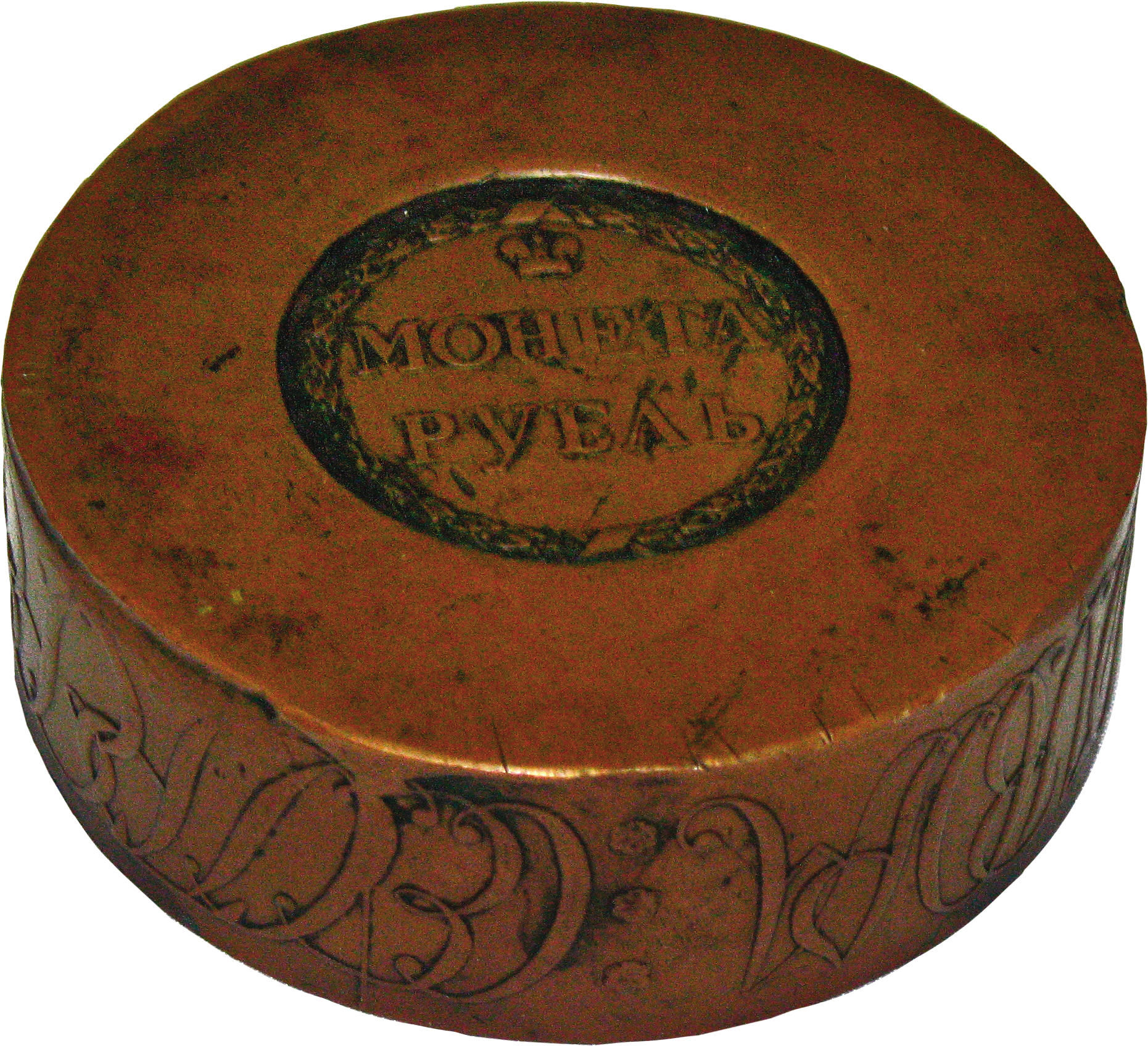
Сестрорецкий рубль

На Сестрорецком монетном дворе в 1771—1778 г. было выпущено несколько десятков пробных экземпляров в рамках предполагавшейся реформы. В оборот пущены не были, до настоящего времени сохранилось в разных коллекциях около 40 экземпляров, в основном новоделы, изготовленные при помощи оригинальных штемпелей. Коллекционеры выделяют как минимум 4 типа сестрорецкого рубля, различного диаметра, толщины и массы (от 888 г до 1024 г), однако с одними и теми же штемпелями. Размер штемпеля был существенно меньше размера монеты.